# Josef Battaglia
Joseph Johann Freiherr Battaglia de Sopramonte é Ponte alto, meist kurz Josef Battaglia (* 24. Juli 1824 in Pisek; † 1. November 1891 in Bratronitz), war ein österreichisch-böhmischer Gutsbesitzer und Politiker.

## Leben und Wirken
Battaglia entstammte einer in den Freiherrenstand erhobenen Adelsfamilie und war als Großgrundbesitzer in der südböhmischen Gemeinde Bratronitz begütert. Dort hatte er 1864 seinen unverheiratet und ohne eigene Kinder verstorbenen Onkel Joseph Talazko beerbt, der ihn testamentarisch zu seinem Universalerben eingesetzt hatte.
Josef Battaglia war der Sohn von Franz Freiherr Battaglia de Sopramonte é Ponte alto und dessen Ehefrau Theresia Ludmilla Freiin Battaglia de Sopramonte é Ponte alto.
Das von ihm geerbte Gut Bratronitz hatte im Jahre 1840 eine Nutzfläche von 2265 Klaftern 1251 Quadratjoch. Es umfasste die Dörfer Bratronitz, Gindřichowitz (Jindřichovice), Katowsko (Katovsko) und Střebohostitz sowie acht Häuser von Čečelowitz und ein Haus von Nahoschin (Nahošín) mit insgesamt 656 tschechischsprachigen Einwohnern, darunter drei Israelitenfamilien. Das Gut bewirtschaftete in Bratronitz, Roschitz und Katowsko drei Meierhöfe sowie eine Schäferei bei Bratronitz. Das Dorf Bratronitz bestand aus 37 Häusern mit 248 Einwohnern, darunter drei Israelitenfamilien. Im Ort bestand ein herrschaftliches Schloss mit der öffentlichen Schlosskapelle des hl. Josef und der Wohnung des Amtsverwalters sowie ein Meierhof, ein Bräuhaus, eine Branntweinhaus, eine Pottaschensiederei und ein Wirtshaus. Abseitig lagen die Schäferei Chwalow (Chvalov), die Podtrawniker Mühle und die Mühle Likowka. Pfarrort war Zaboř, bei der Schlosskapelle war ein gestifteter Kaplan angestellt, der täglich eine Messe las. Bis zur Mitte des 19. Jahrhunderts blieb Bratronitz immer das Amtsdorf des Gutes Bratronitz.
1861 wurde er als Großgrundbesitzer in den Landtag des Königreichs Böhmen gewählt.